# Scomparsa di Johnny Gosch
La scomparsa di Johnny Gosch (nato a Des Moines, 12 novembre 1969), adolescente di West Des Moines, in Iowa, avvenne senza lasciare traccia tra le 6 e le 7 del mattino del 5 settembre 1982, mentre consegnava giornali porta a porta. Si presume che sia stato rapito. Non sono mai stati effettuati arresti e il caso è ora considerato freddo, ma rimane aperto.
Sua madre, Noreen Gosch, ha affermato che Johnny è fuggito dai suoi rapitori e che gli ha fatto visita con un uomo non identificato nel marzo 1997. Ha affermato che suo figlio le ha detto che era stato vittima di un'organizzazione pedofila ed era stato messo da parte quando era cresciuto, ma successivamente temette per la sua vita e visse sotto falsa identità, sentendo che non era sicuro tornare a casa. Il padre di Gosch, John, divorziato da Noreen dal 1993, ha dichiarato pubblicamente di non essere sicuro che tale visita sia effettivamente avvenuta o meno. Molti hanno anche ipotizzato che la visita sia avvenuta, ma che fosse qualcun altro che fingeva di essere Johnny. Le autorità non hanno localizzato Gosch o confermato il resoconto di Noreen Gosch, e il suo destino continua a essere oggetto di speculazioni, teorie del complotto e controversie.
Il caso ha ricevuto un'enorme pubblicità nel 2006, quando sua madre ha affermato di aver trovato fotografie sulla soglia di casa raffiguranti Gosch in cattività. Si diceva che alcune delle foto ricevute fossero bambini di un caso in Florida, ma un ragazzo nelle foto non è mai stato identificato. Noreen Gosch insiste che il ragazzo sia Johnny.
La foto di Gosch è stata tra le prime ad essere mostrata sui cartoni del latte come parte di una campagna per trovare i bambini scomparsi.

## Scomparsa
Domenica 5 settembre 1982, nel sobborgo di West Des Moines, Johnny Gosch uscì di casa prima dell'alba per iniziare il suo giro di consegna dei giornali. Sebbene fosse consuetudine che Johnny svegliasse suo padre per aiutarlo con il percorso, il ragazzo portò con sé solo il bassotto in miniatura della famiglia, Gretchen, quella mattina. Altri porta giornali del The Des Moines Register avrebbero poi riferito di aver visto Gosch al deposito dei giornali, mentre raccoglieva i suoi quotidiani. È stato l'ultimo avvistamento di Gosch che può essere confermato da più testimoni.
Un vicino di nome Mike riferì di aver visto Gosch parlare con un uomo tarchiato in una Ford Fairmont blu bicolore con targa del Nebraska; Mike non sapeva di cosa discutesse perché stava osservando dalla finestra della sua camera da letto. Mentre Gosch si dirigeva a casa, Mike notò un altro uomo che seguiva Gosch. Un altro testimone, John Rossi, ha visto un uomo in un'auto blu parlare con Gosch e "ha pensato che ci fosse qualcosa di strano". Guardò la targa, ma non riuscì a ricordarne il numero. Ha detto: "Continuo a sperare di svegliarmi nel cuore della notte e vedere quel numero sulla targa chiaramente come la notte e il giorno, ma non è successo." Rossi ha subito sedute d'ipnosi e ha detto alla polizia alcuni dei numeri e che la targa proveniva dalla Contea di Warren, Iowa.
John e Noreen Gosch, i genitori di Johnny, iniziarono a ricevere telefonate dai clienti lungo il percorso del figlio, lamentandosi di giornali non consegnati. John eseguì una rapida perquisizione del quartiere intorno alle 6 del mattino. Trovò immediatamente il carro di Johnny pieno di giornali a due isolati da casa loro. I Gosch contattarono immediatamente il dipartimento di polizia di West Des Moines e riferirono della scomparsa di Johnny. Noreen, nelle sue dichiarazioni pubbliche e nel suo libro Why Johnny Can't Come Home, è stata critica su ciò che percepisce come un tempo di reazione lento da parte delle autorità e sulla politica all'epoca secondo cui Gosch non poteva essere classificato come persona scomparsa fino a quando non fossero trascorse 72 ore. Secondo le sue stime, la polizia non è arrivata a prendere il suo rapporto per ben 45 minuti.
Inizialmente, la polizia arrivò a credere che Gosch fosse un fuggiasco, ma in seguito cambiarono la loro dichiarazione e suggerirono che Gosch fosse stato rapito, ma non furono in grado di stabilire un motivo valido. Hanno raccolto poche prove e non hanno arrestato nessun sospettato in relazione al caso.
Pochi mesi dopo la sua scomparsa nel settembre 1982, Noreen Gosch ha detto che suo figlio è stato avvistato in Oklahoma, quando un ragazzo ha gridato aiuto ad una donna prima di essere trascinato via da due uomini.
Nel corso degli anni, diversi investigatori privati hanno assistito i Gosch nella ricerca del figlio. Tra loro ci sono Jim Rothstein, un detective della polizia di New York in pensione e Ted Gunderson, un capo in pensione della filiale di Los Angeles dell'FBI.
Nel 1984, la fotografia di Gosch apparve accanto a quella di Juanita Rafaela Estevez sui cartoni del latte in tutta l'America; sono stati il secondo ed il terzo bambino rapito ad essere pubblicizzato in questo modo. Il primo è stato Etan Patz.

### Un altro paperboy scomparso
Il 12 agosto 1984, il tredicenne Eugene Martin, un altro ragazzo dei giornali della zona di Des Moines, scomparve in circostanze simili. Scomparve mentre consegnava giornali sul lato sud di Des Moines.
Le autorità non sono state in grado di dimostrare una connessione tra i tre casi, ma Noreen Gosch afferma di essere stata informata personalmente del rapimento alcuni mesi prima da un investigatore privato che stava cercando suo figlio. Le fu detto che il rapimento "avrebbe avuto luogo il secondo fine settimana dell'agosto 1984 e sarebbe stato un ragazzo dei giornali del sud di Des Moines."

### L'ultimo ragazzo scomparso
Il 29 marzo 1986, il giorno prima di Pasqua, il tredicenne Marc James Warren Allen uscì di casa dicendo alla madre che sarebbe andato a piedi fino alla casa di un amico in fondo alla strada. Il ragazzo non arrivò mai a casa dell'amico e da allora non è stato mai più visto.

## Le affermazioni di Noreen Gosch
Secondo il resoconto di Noreen Gosch, una mattina del marzo 1997 venne svegliata intorno alle 2:30 da un bussare alla porta del suo appartamento. Fuori c'era Johnny Gosch, allora 27enne, accompagnato da un uomo non identificato. La signora Gosch ha detto di aver riconosciuto immediatamente suo figlio, che ha aperto la maglietta per rivelare una voglia sul petto. "Abbiamo parlato per un'ora o un'ora e mezza. Era con un altro uomo, ma non ho idea di chi fosse quella persona. Johnny avrebbe guardato l'altra persona per avere l'approvazione per parlare", dice la Gosch. "Non ha detto dove vive o dove stava andando."
In un'intervista del 2005, Noreen ha detto: "La sera che è venuto qui, indossava jeans e maglietta e aveva un cappotto perché era marzo. Faceva freddo ed i suoi capelli erano lunghi; erano lunghi fino alle spalle ed erano lisci e tinti di nero." Dopo la visita, ha chiesto all'FBI di creare una foto che dice assomigliasse a Johnny.
Noreen ha autopubblicato un libro nel 2000 intitolato Why Johnny Can't Come Home. Il libro presenta la sua comprensione di ciò che suo figlio ha passato, sulla base della ricerca originale di vari investigatori privati e della visita di suo figlio.
Il 1 settembre 2006, la Gosch ha riferito di aver trovato delle fotografie lasciate davanti alla porta di casa, alcune delle quali pubblicate sul suo sito web. Una foto a colori mostra tre ragazzi legati e imbavagliati. Afferma che una foto in bianco e nero sembra mostrare il dodicenne Johnny Gosch con la bocca imbavagliata, le mani e i piedi legati ed un'apparente marchiatura a fuoco sulla spalla. Una terza foto mostra un uomo, forse morto, che potrebbe avere qualcosa legato al collo. La signora Gosch ha affermato che l'uomo era uno degli "perpetratori che hanno molestato [mio] figlio".
Gosch in seguito ha affermato che le prime due foto avevano avuto origine su un sito web che presentava materiale pedopornografico.
Il 13 settembre è stata spedita una lettera anonima alla polizia di Des Moines.
Qualcuno ha fatto uno scherzo riprovevole a una madre in lutto. La foto in questione non è quella di suo figlio, ma di tre ragazzi di Tampa, in Florida, intorno al 1979-80, che si sfidano ad una gara di fuga. C'è stata un'indagine su quella foto, fatta dall'Ufficio dello Sceriffo della Contea di Hillsborough (FL). Non sono state presentate accuse e non è stato accertato alcun illecito. L'investigatore capo del caso si chiamava Zalva. Questa accusa dovrebbe essere abbastanza facile da verificare.»
Nelson Zalva, che ha lavorato nell'ufficio dello sceriffo della contea di Hillsborough, in Florida, negli anni '70, ha affermato che i dettagli della lettera erano veri e aggiunse che ha anche indagato sulla foto in bianco e nero nel "1978 o 1979", prima della scomparsa di Gosch. "Ho interrogato i ragazzi, e hanno detto che non c'era coercizione o contatto... Non avrei mai potuto provare un crimine", dice Zalva. Quando è stata chiesta la prova che si trattasse effettivamente della stessa foto dell'indagine di quasi tre decenni prima, Zalva non ha potuto fornirne alcuna. Secondo il film documentario Who Took Johnny (2014), solo tre ragazzi nelle immagini sono stati identificati dalle forze dell'ordine, ma non quello che si pensava fosse Johnny. Noreen Gosch crede ancora che le foto siano di suo figlio.

## Interesse nazionale
Il caso ha suscitato interesse nazionale poiché Noreen Gosch è diventata sempre più esplicita sull'inadeguatezza delle indagini delle forze dell'ordine sui casi di bambini scomparsi. Ha fondato la Johnny Gosch Foundation nel 1982, attraverso la quale ha visitato le scuole e ha parlato in seminari sul modus operandi dei predatori sessuali. Ha fatto pressioni per il "The Johnny Gosch Bill", una legislazione statale che avrebbe imposto una risposta immediata della polizia alle segnalazioni di bambini scomparsi. Il disegno di legge è diventato legge in Iowa nel 1984, e leggi simili o identiche sono state successivamente approvate nel Missouri e in altri sette stati.
Nell'agosto 1984, Noreen Gosch testimoniò alle udienze del Senato sulla criminalità organizzata, parlando di "pedofilia organizzata" e del suo presunto ruolo nel rapimento di suo figlio. Ha iniziato a ricevere minacce di morte. La Gosch ha anche testimoniato davanti al Dipartimento di Giustizia degli Stati Uniti, che ha fornito 10 milioni di dollari per istituire il National Center for Missing and Exploited Children. La Gosch è stata invitata alla Casa Bianca dal presidente Ronald Reagan per la cerimonia di inaugurazione.

### Le accuse di Bonacci
Nel 1989, il ventunenne Paul A. Bonacci disse al suo avvocato John DeCamp di essere stato rapito in un giro del sesso con Gosch da adolescente e di essere stato costretto a partecipare al rapimento di Gosch.
John DeCamp ha incontrato Bonacci e credeva che stesse dicendo la verità. Noreen in seguito lo incontrò e disse che le aveva detto cose "che poteva sapere solo se avesse parlato con suo figlio." Disse che Johnny aveva una voglia sul petto, una cicatrice sulla lingua ed una cicatrice da ustione sulla parte inferiore della gamba; sebbene una descrizione della voglia fosse stata ampiamente diffusa, le informazioni sulle cicatrici non erano state rese pubbliche. Bonacci ha anche descritto una balbuzie che aveva Johnny quando era arrabbiato. L'FBI e la polizia locale non credettero che Bonacci fosse un testimone credibile nel caso e non lo hanno mai interrogato.
Bonacci ha accusato l'attivista del Partito Repubblicano e uomo d'affari Lawrence E. King Jr (n. 1944), che è stato anche direttore della Franklin Credit Union a Omaha, nel Nebraska, di gestire un giro di prostituzione minorile e di perseguitarlo fin dalla tenera età.
Nel 1990, un grand jury della contea ha rifiutato di accusare King, trovando le accuse come "una bufala accuratamente elaborata". Paul Bonacci e Alisha Owen sono stati incriminati con l'accusa di falsa testimonianza. Un grand jury federale ha anche rifiutato di incriminare chiunque per prostituzione minorile, ma ha restituito le accuse contro Owen per spergiuro e King per frode relativa alla cooperativa di credito; quest'ultimo è stato accusato di aver sottratto 40 milioni di dollari alla banca ed è stato condannato a 15 anni di carcere. La banca è stata chiusa nel novembre 1988 quando è stata perquisita dall'FBI, dall'IRS e dalla NCUA. King è stato scarcerato nell'aprile 2001.
Il 27 febbraio 1999, la Corte Distrettuale degli Stati Uniti del Distretto del Nebraska ha assegnato a Bonacci 1 milione di dollari in risarcimento di danni compensativi e danni punitivi. Bonacci aveva citato in giudizio King, che non aveva risposto alla causa civile. Così fu emesso un giudizio in contumacia contro King, che cessò il suo tentativo di appello all'inizio del 2000.

## Documentario
Nel 2014 sulla scomparsa di Johnny Gosch è stato realizzato un documentario intitolato Who Took Johnny. Il docu-film include interviste con i genitori di Gosch.